# Đậu dầu
Đậu dầu (danh pháp hai phần: Pongamia pinnata), còn được gọi là nim, mấu, cây bánh dày (do trái của Pongamia pinnata giống như chiếc bánh giầy), cây sồi Ấn Độ, cây Pongam, cây Honge, Panigrahi hay dây lim là một cây thuộc Họ Đậu.
Mặc dù vậy cây Pongamia không hiện diện tự nhiên ở Việt Nam mà chỉ là một loài cây nhập nội. Hạt của trái Pongamia pinnata có kích thước khá lớn với chiều dài từ 2 đến 3 centimeter và có chứa nhiều acid béo. Hàm lượng dầu tổng số trong hạt cây Pongamia có thể cao từ 30-40% trọng lượng khô và chúng được cho là có tiềm năng sử dụng để làm biodiesel (diesel sinh học). Từ năm 2009, Bộ môn Công nghệ Sinh học Thực vật thuộc trường Đại học Nông Lâm Thành phố Hồ Chí Minh đã bắt đầu nghiên cứu và trồng thử nghiệm cây này với mục đích đánh giá chất lượng, khả năng sinh trưởng và tiềm năng của Pongamia pinnata làm nhiên liêu sinh học. Trước đó, vào năm 2008, trong một hội thảo về nhiên liệu sinh học dành cho cả các nhà nghiên cứu trong và ngoài nước do Bộ môn Công nghệ Sinh học Thực vật (thuộc Đại học Nông Lâm Thành phố Hồ Chí Minh) chủ trì, Pongamia pinnata cùng với Jatropha và một số loài khác đã được nhắc tới như là ứng cử viên tiềm năng làm nhiên liệu sinh học cho tương lai. Pongamia có bộ rễ ăn rất sâu và là cây thuộc họ Đậu (Fabaceae) nên cây có thể trồng trong điều kiện thiếu nước và có khả năng cải tạo đất bạc màu nhờ khả năng cố định đạm sinh học.